# Лула (муніципалітет)
Лула (італ. Lula, сард. Lùvula) — муніципалітет в Італії, у регіоні Сардинія,  провінція Нуоро.
Лула розташована на відстані близько 300 км на південний захід від Рима, 145 км на північ від Кальярі, 21 км на північний схід від Нуоро.
Населення — 1441 особа (2014).
Щорічний фестиваль відбувається 15 серпня. Покровителька — Богородиця Небовзята.

## Демографія
Населення за роками:

Станом на 1 січня 2023 року в муніципалітеті офіційно проживало 17 іноземців з 2 країн, серед них 17 громадян країн Євросоюзу.

## Сусідні муніципалітети
- Бітті
- Доргалі
- Гальтеллі
- Ірголі
- Локулі
- Лоде
- Онані
- Оруне
- Сініскола